# Бэр, Гейнц
Гейнц «Прицль» Бэр (нем. Heinz (Oskar-Heinrich) «Pritzl» Bär; 21 марта 1913 — 28 апреля 1957, Брауншвейг) — немецкий лётчик-ас Второй мировой войны, в течение которой он совершил около 1000 боевых вылетов, одержав 220 побед в воздухе, из них 96 на Восточном фронте, а также 21 над B-17 и B-24. Был сбит 18 раз, четырежды Бэр выпрыгивал на парашюте, а в остальных случаях совершал вынужденную посадку. К концу войны летал на модифицированной версии реактивного истребителя Messerschmitt Me.262, одержав на нём 16 побед и став таким образом лучшим дневным асом реактивной истребительной авиации времён Второй мировой войны. Погиб 28 апреля 1957 года в авиакатастрофе. Награждён Рыцарским Крестом с дубовыми листьями и мечами.

## Биография
Родился 21 марта 1913 года в Зоммерфельде неподалёку от Лейпцига в семье крестьян. С детства Бэр увлекался различной техникой, в особенности авиацией. В 1928 году в свои 15 лет начал летать на планере.
1 апреля 1935 года в Германии объявлено о создании люфтваффе, и Бэр сначала вступает добровольцем в вермахт, а затем, в 1937 году, в люфтваффе. Бэр надеялся, что люфтваффе будет неким этапом или ступенькой для карьеры гражданского лётчика. Но Бэр стал военным лётчиком.
В сентябре 1938 года Бэр включён в состав 1./JG135 в качестве пилота транспортного Ju-52, а в начале 1939 года прошёл курс летчика-истребителя и был направлен в JG 51, где начал войну скромным унтер-офицером в составе одной из эскадрилий. Счёт своих воздушных побед он открыл 25 сентября 1939 года над германско-французской границей, отправив к земле французский самолёт Кертисс «Хаук» 75А из GC1/4.
Через день, 27 сентября 1939 года, Бэр представлен к Железному кресту 2-го класса.
Железный крест 1-го класса Бэр получил 6 июля 1940 года.
К концу Французской кампании он сбил ещё три вражеских машины. Бэр едва не погиб в ходе Битвы за Англию. Агрессивный боец по натуре, он на собственном опыте убедился в опасности воздушной карусели со «Спитфайрами» и «Харрикейнами». Несколько раз противник заставлял Бэра сажать свой повреждённый Мессершмитт Bf 109E на «брюхо». Прежде ему всегда удавалось производить вынужденную посадку на суше, однако 2 сентября, возвращаясь на аэродром после очередных боевых повреждений, истребитель Бэра был внезапно обстрелян подкравшимся сзади «Спитфайром» и рухнул в воды Ла-Манша.
Говорят, что Герман Геринг лично наблюдал за этой мало впечатляющей картиной. Он приказал доставить к себе ещё мокрого пилота и грозно спросил у него, о чём тот думал, попав в воду. «О вашей речи, господин рейхсмаршал, — ляпнул, не подумав, Бэр, — о том, что Англия — уже больше не остров!» Несмотря на эту дерзость, Бэр отделался мягким наказанием, а к концу 1940 года он был уже лидером по количеству побед среди лётчиков унтер-офицеров. Четыре последующие победы над Ла-Маншем увеличили его послужной список до 17 сбитых самолётов, а затем JG 51 была переброшена на Восток для участия в операции «Барбаросса». На Восточном фронте Бэр начал быстро увеличивать счёт сбитым машинам.
2 июля 1941 года за 27 одержанных побед ас получил Рыцарский крест и одновременно был произведён в лейтенанты.
5 июля 1941 года сбивает один МиГ-3 и два ДБ-3, а на следующий день два Ил-2.
19 июля 1941 года Бэр получает должность командира 12./JG 51.
14 августа 1941 года уже обер-лейтенант Бэр получил Дубовые листья к Рыцарскому кресту. К тому времени на его боевом счету числилось 60 самолётов противника.
30 августа 1941 года Бэр сбил сразу шесть советских машин.
Мечи к Рыцарскому кресту Бэр получил 16 февраля 1942 года.
11 мая этого же года Бэр назначен командиром I./JG 77, его группа участвовала в боях над Таманью.
19 мая Бэр пересёк 100-й рубеж в количестве сбитых самолётов и стал девятым по счёту пилотом люфтваффе, преодолевшим этот барьер.
В течение всего 1941 года Бэр сбил 96 советских самолётов, успев побывать некоторое время в госпитале, куда попал с травмой спины. Далее, уже в качестве командира группы I/JG 77, Хайнц Бэр воевал в небе над Сицилией и Мальтой, а потом и в Северной Африке. После падения Туниса весной 1943 года он отправился лечиться от язвы желудка и малярии. К этому моменту на его счету было 158 сбитых самолётов противника.
В строй Бэр вернулся в том же году, возглавив группу II/JG 1. Участвуя в операциях по защите воздушного пространства рейха, он впервые на истребителе Фокке-Вульф FW 190 встретился в воздухе с американскими «Летающими крепостями». Одержав в этих боях 21 победу, он приобрёл высокую оценку среди специалистов по «тяжеловозам». Его последними назначениями стали пост командира JG 3, в составе которой 22 апреля 1944 года Бэр добился своей 200-й победы; с января 1945 года — должность руководителя лётной школы по обучению полётам на реактивных истребителях в Лехфельде, где он летал на Хейнкеле Не 162; и, наконец, подразделение реактивных самолётов JV 44, которым Бэр командовал после ранения Адольфа Галланда и гибели Гюнтера Лютцова (108 побед).
220 подтверждённых воздушных побед Хайнца Бэра ставят его на восьмое место в общем списке немецких экспертов. С другой стороны, он, уступая лишь Хансу-Йоахиму Марселю, сбил на Западном фронте больше вражеских самолётов, чем любой другой германский пилот. Имеются в виду как африканские победы, так и в небе над Европой, где Бэр сбил по меньшей мере 75 английских и американских самолётов. 16 побед он добился, летая на реактивном Me 262, и, вплоть до 1953 года, оставался лидером среди асов реактивной авиации. Закончил войну в звании оберст-лейтенанта (подполковника). Война не была для Бэра увеселительной прогулкой. Он и сам восемнадцать раз становился жертвой истребителей противника: четыре раза он покидал самолёт с парашютом, а в остальных случаях совершал вынужденную посадку. Семь раз его сбивали лётчики «Спитфайров». Тем не менее «Притцль» Бэр пережил эту страшную войну, однако в 1957 году он погиб при крушении легкомоторного самолёта.